# 瀋海高速道路
瀋海高速道路（しんかいこうそくどうろ、中国語: 沈海高速公路）は、中国の遼寧省瀋陽と海南省海口を結び、中国大陸のほぼ東端を走る高速道路で、G15という番号を持つ。途中、渤海海峡と瓊州海峡は橋またはトンネルが未完成で、鉄道連絡船が使われており、その部分を含めて全長3,710 kmになる。　
瀋陽・大連間は瀋大高速道路と呼ばれた高速道路を含んでいる。瀋陽から北へハルビンまでは北京から瀋陽を通りハルビンまでの京哈高速道路（G1）の一部になっている。

## 通過する主要都市

### 遼寧省
- 瀋陽（出発点）
- 大連

旅順新港からは渤海海峡を渤海鉄道フェリーが連絡する。この区間を通る大連・煙台海底トンネルの構想もある。

### 山東省
- 煙台
- 日照

黄河はこの道路のずっと西にあり、横断しない。

### 江蘇省
- 連雲港
- 塩城
- 南通

長江は蘇通長江公路大橋（苏通長江公路大桥）で渡る。

### 上海
- 上海市の嘉定区、青浦区、松江区、金山区

杭州湾は杭州湾海上大橋で渡る。

### 浙江省
- 寧波
- 温州

### 福建省
- 福州
- 泉州
- 廈門

### 広東省
- 潮州
- 汕頭
- 深圳
- 広州
- 陽江
- 湛江

珠江は黄埔大橋（黄埔大桥）で渡る。湛江からは瓊州海峡を鉄道連絡船が車両も運搬する。

### 海南省
- 海口（終点）

## 参照項目
- 瀋大高速道路
- 中華人民共和国の高速道路

## 参考
1. ↑   瀋陽-海口高速公路（百度百科） (中国語)